# Gminy w Niemczech

Struktura podziału administracyjnego Niemiec

Gminy w Niemczech (2013)

Liczba gmin w poszczególnych landach w latach 1952–2013

Gminy w Niemczech (niem. Gemeinde) – stanowią podstawowe jednostki terytorialnego podziału administracyjnego Niemiec (w miastach-krajach są to dzielnice).
Ustroje gmin w poszczególnych landach uregulowane są przez ustawodawstwa krajowe, co powoduje ich mocne zróżnicowanie, przede wszystkim pod względem uprawnień organów gminy, długości ich kadencji i sposobów ich wyboru.

## Rodzaje gmin
Wyróżnia się:
- gminy należące do powiatu (kreisnagehörige Gemeinden) – wykonujące zadania powiatu,
- gminy nienależące do powiatu (kreisfreie Gemeinden),
- miasta powiatowe (Stadtkreis),
- miasta na prawach powiatu (Kreisstadt).

Wewnątrz gmin występuje fakultatywny lub obligatoryjny podział na okręgi lub dzielnice (Bezirk lub Ortschaften).

## Zadania
Zadania gmin można podzielić na:
- zlecone przez państwo i własne,
- obowiązkowe lub dobrowolne.

Zadania własne o charakterze obowiązkowym: opieka socjalna, opieka nad młodzieżą, szkolnictwo podstawowe, budowa i utrzymanie dróg, wodociągi i kanalizacja, ochrona przeciwpożarowa, cmentarnictwo.
Zadania własne o charakterze dobrowolnym: utrzymanie domów spokojnej starości, domów dziecka, szpitali, bibliotek, innych obiektów użyteczności publicznej, zagospodarowanie i utrzymanie terenów sportowych i rekreacyjnych.
Zadania powierzone przez administrację państwową: sprawy meldunkowe, paszportowe, akta stanu cywilnego, obrona cywilna, nadzór nad opieką zdrowotną, nadzór budowlany, inspekcja przemysłowa.

## Budżet gminy
Budżet gminy odgrywa ważną rolę, gdyż od niego zależy czy zaplanowane zadania zostaną zrealizowane i czy gmina będzie mogła sfinansować dane cele. Źródłem finansów gmin są zyski z majątku gruntowego, z różnych opłat za korzystanie z instytucji komunalnych i gminnych, jak i dotacji i pożyczek. Najważniejszym źródłem dochodu gminy są podatki, ponieważ gmina może nimi dobrowolnie rozporządzać.

## Systemy ustroju gmin
W Niemczech wyróżnia się cztery rodzaje systemów w zależności od urzędu, który jest decyzyjny:
- Model północnoniemiecki – obywatele wybierają radę gminy. Spośród rady gminy wybierany jest burmistrz, który reprezentuje gminę na zewnątrz. Rada wybiera również urzędników komunalnych z wyboru[6].
- Model południowoniemiecki – obywatele wybierają radę, która jest naczelnym organem. Sprawuje ona kontrolę i podejmuje zasadnicze decyzje. Drugi organ to burmistrz i jest on wybierany w wyborach bezpośrednich. Burmistrz przewodniczy radzie, natomiast rada sprawuje nadzór nad burmistrzem[7].
- Model magistracki – obywatele wybierają radę miasta, która jest pierwszą izbą. Do jej zadań należy wybór drugiej izby i magistratu. Burmistrz może być wybierany przez radę miasta bądź przez mieszkańców gminy w wyborach bezpośrednich. Zajmuje się on sprawowaniem magistratu[8].
- Model burmistrzowski – najczęściej spotykany w Niemczech. Wyróżnia się tu wysoka pozycja burmistrza, którego wybiera rada. Burmistrz jest przewodniczącym z prawem głosu, ale tylko we właściwym ustroju burmistrzowskim. Natomiast w modelu niewłaściwym tylko przewodniczy radzie. Kadencja burmistrza i rady trwa od 6 do 8 lat w zależności od landu[6].